# マリオパーティ ふしぎのコロコロキャッチャー2
『マリオパーティ ふしぎのコロコロキャッチャー2』は、カプコンが2013年に稼働開始した大型アーケード用メダルゲーム。『マリオパーティ ふしぎのコロコロキャッチャー』の後継機。マリオパーティシリーズのメダルゲームとしては5作目で『マリオパーティ8』をモチーフにしている。
筐体の修理サポートは2020年にセガ・ロジスティクスサービス(SLS)に移行し、2023年6月末にて終了した。

## 主な変更点
全作から、主に以下の点が変更された。変更点はこれら以外にも存在する。
- NFCタグが埋め込まれたボールが大量に増やされ、全7種類のボールをキャッチできる。ジャックポットの最大獲得枚数や、攻略要素も増加した。
- 筐体自体の装飾。全ステーション、センター機構のパネルがかなり大量に取り換えられた。また、天井やステーションの横に防火布、パネル、舗装用のシールが大量に追加され、見栄えが良くなった。
- ステーション側の払い出しのメダルレールに補強パーツが追加され、かなり払い出しの効率が良くなった（具体的には前作のメダル払い出しは筐体左に偏りやすかったが、今作はかなり均等な位置にメダルが払い出されるようになった）[注釈 1]。
- フィーバーチャンスが前作から大幅に変更され、「フィーバーゲーム」という名前になり、ゲーム性も強化された。詳しくは後述。JPチャレンジ時に、内部を無視して物理抽選でフィーバーゲームに突入できることもある（『SPINFEVER』のフィーバーゲームとは全く異なるものである）。
- 「EX」の追加。これはJACKPOTチャレンジ時に、ボールが抽選機のゴム近くにあるセンサーを反応させることで貯まるプログレッシブ（ステーション払い出し）[注釈 2]。JACKPOTチャレンジ時にまれに当選することがある。
- 前作にあった、500枚当選時にダブルアップを成功させると発動した「SUPER ジャックポット」は廃止された。また、RED、BLUE、YELLOWジャックポットをダブルアップさせた場合は、前作では「PREMIUMジャックポット」と表記されていたが、今作では「RAINBOWジャックポット」と出るように修正された。GOLDENジャックポットのダブルアップに成功した場合は「PERFECTジャックポット」と表記される。前作では5000枚のJPをダブルアップさせると9999枚になっていたが、今作では10000枚払い出されるように修正された。店の設定にもよるが、RED、BLUE、YELLOWジャックポットは最大5000枚、最低150枚に変動するようになっており、理論上のJPの最大枚数は、PERFECTジャックポット獲得時の(5000*3)*2の30000枚である。
- 実況ボイスの入れ替え。前作でコンドゥが喋っていたほとんどの台詞、および新規台詞がトーレの台詞に置き換えられた。担当声優は両者とも不明。
- センター画面の変更。センター画面の横にも布パーツが追加。また、センター側のデモ画面に出てくる、いわゆる『マリオパーティ8』のメインメニューと同じ画面が夜になったかのように変更された。また、虹色のライトも追加されている。センター画面で放置すると出てくるデモ用の演出（つまり、タイトルロゴとそこに至るまでのマリオとルイージなどが出てくる演出の映像）も前作から異なるものに変更。
- ボールの種類に「マリオボール」「キノコボール」「ゴールドボール」が追加。マリオボールを落とすと、ミニゲームへの強制突入またはメダル30枚がもらえる。キノコボールはチャッカーの反応できるセンサーをすべてのセンサーマスに広げる[注釈 3]。前作から登場していたボール4種類（たまごボール含む）もほとんどゲーム性が据え置きとなっている。
- この一方で、マップ上で行わないタイプのミニゲームの内容やパーティーゲーム（多人数がプレイしているときにまれに発動する全員参加型のメダルがもらえるゲーム）は前作からほとんど変更されていない。

## すごろくマップ
前作同様、ゲームはすごろくマップによって進行する。コインを投入し、指定のチャッカー3つ（キノコボール発動中は9個）に入るとマリオがスゴロクブロックを叩き、出た数だけスゴロクを進む。止まったマスによりイベントが発生する。また、ブロックがあった場合はブロックを叩き、中にあるメダル、アイテムを手に入れる。なお、保留は9個まで貯めることができ、満タンの状態でチャッカーに入れると保留が3段階までランクアップする。ランクが上がると相対的にメダルが多くもらえるようになる。今作の変更点としてはすごろくのシステムが若干改良された。今作ではストックを二重、三重にした場合は移動したマス*2(3)枚のメダルを追加で獲得できるようになった。また、たまにマップ上に水色のブロックも出現するようになった。そのブロックからはJACKPOTチャンスかメダル50枚のどちらかがもらえる。
- マスの内訳

イベントマス
イベント（マップ上のミニゲーム）がもらえる。ミニゲームには判子を押すゲーム、ダブルアップを行うゲーム、ドッスンを当たる直前まで落とすゲームが存在する。
VSバトルマス
ライバルキャラクターと対戦し、カード風のゲームを遊ぶことができる。1ダメージごとにメダル10枚獲得（最大90枚）、勝てばハッピールーレット。
ラッキーマス
多くメダルがもらえるラッキールートへ進む。
ゴールルーレットマス
前作と違って、ゴールルーレットが廃止された（ダーツボーナスチャンスは前作同様に続投）。
ブロック
メダル、ダーツの矢、キャッチャーチャンス、あるいははずれのボーナスゲージのみがもらえる。水色のブロックの場合はメダルかJACKPOTチャンスがもらえる。出てくるすべてのアイテムはストックが*2,*3だった場合はその分倍になり、多く貰える。
また、内部状態が良ければメダルやアイテムやキャッチャーチャンスが多く出たり、悪ければボーナスゲージが増え、メダルやキャッチャーが出なくなる場合もある。
キャンディ（バネバネ・コロコロ・カクカク・ドッスンの4種類）
マリオが変身しイベントが発生する。ドッスンキャンディは、VSバトルマスの2マス手前にだけ必ず入っている。
バネバネは、少しだけゴールに近づく場所にワープできる。
コロコロは、スゴロクブロックを叩いて出た目×5枚のメダルをもらえ、スゴロクを進める。
カクカクは、スゴロクブロックを叩いてスゴロクを進めるほか、通過するマスすべてにブロックが現れて叩けるようになる。
ドッスンは、スゴロクブロックを叩いてスゴロクを進み、VSバトルマスに立つ相手を撃破して、メダル50枚もらえる。
ミニゲーム
（マップ上ではない）ミニゲームに挑戦し、メダルがもらえる。条件をクリアするとハッピールーレット。なお画面左の「ボーナスゲージ」を、何回もサイコロを発動させて指定分までためることでもミニゲームに突入できる。
キャッチャーチャンス
キャッチャーに1回挑戦する。すごろくのストックが*2、*3倍だった場合は2、3個キャッチャーチャンスがもらえる（キャッチャーチャンスは一度開始するとストックがなくなるまで何回も続く）。
リール抽選（赤と金）
スロットのリールによりフィーバーゲーム・ジャックポットチャレンジ・キャッチャーチャンス・メダル10枚のいずれかが当たる。赤のリールはボタンで止める（ジャックポットチャレンジかキャッチャーチャンス）。これもすごろくのストックが*2、*3倍だった場合はその分JPチャレンジなどをもらうことができる。

## フィーバーゲーム
ブロックでフィーバーゲームを出すか、JACKPOTチャレンジでFEVERに入ると突入する。フィーバーゲームでは前作と違って3ラインをチャッカーを反応させることで同時に回すことができる（つまり3*3マスのスロット）。スロット時に配当の当選を予測できる演出が流れる。内部で終了が決まるが、終了時は「フィーバーゲーム継続チャレンジ」が始まり、キャッチャーチャンスが事実上1回与えられるので、そこでボールを1個以上獲得し、落としたボールが筐体下部分の抽選機のセンサーに反応してルーレットを止めた際に「継続」に止まっていればフィーバーゲームが継続する。この時の継続チャンスの継続・終了マスは通常4つずつあるが、内部次第で継続マスが1個減ったり、増えたりする。
スロット配当は「10枚」「15枚」「20枚」「DIRECT JPC」、「キャッチャー」、「クッパ（フィーバーゲーム継続チャレンジに突入し、10枚獲得）」の5つが主に存在する。スロットのラインは3つ存在するが、3つが異なるあたりを出すことはない。フィーバーゲーム中はヘイホーがチャッカーに出てくることもあり、ヘイホーを移動するチェッカーにメダルを入れて倒せた場合はまたメダルがもらえる。フィーバーゲーム中はずっと『マリオパーティ8』でいう「クリボーのオーシャンロード」に背景が遷移され、フィーバーゲームを発動させたままデモ画面に遷移することもある。

## キャッチャーチャンス
スロットやブロック、クルーン抽選、ミニゲームなどの結果で「キャッチャーチャンス」を獲得した場合、1つにつき1回のキャッチャーチャンスに挑戦する。遊び方は前作同様レバーでクレーンを操作しボタンですくう。ただし今作ではキャッチャーのアームの先端がパーツで補強され、一度に最大5 - 6個まですくえることもあれば、1個もすくえないように、ボールの獲得個数が内部で変動しつつ複数個獲得できることがあるように修正された。キャッチャーチャンスのストックが複数ある場合は連続でキャッチャーチャンスを一度に発動できる。ボールをすくうことができればそのボールが自分のフィールドに投入される。ボールはレッド・イエロー・ブルー・たまご・ゴールド・マリオ・キノコボールの7種類。今作ではキャッチャーチャンスごとにボールを1、2、3個一度に獲得できれば「ミッション」を進めることができる。最後までミッションを進めると、ボールが直接回収穴に落とせる「スペシャルキャッチャーチャンス」が始まる。そのチャンス中にボールを最大4個まで落とすと、さらにダーツ・メダル30枚・クルーンチャンスを筐体下部の物理抽選でもらうことができる。今作ではクレーンが必ずしも一番下まで下がらなくなっているため、ボールが明らかにキャッチャーの真下にある位置にもかかわらず、ボール獲得数が0個になることもあり得るようになった。ただし内部が悪ければ、ブロックからキャッチャーチャンスが全く出なくなる場合もある。

## クルーンチャンス
赤・青・黄3色のボールを落とすと、RED、BLUE、YELLOWステップがひとつづつ画面上にたまり、いずれかの色のステップを3つ集めるとクルーンチャンスとなる。ボールを1球投じ、入った場所により配当が決まる。
RED、BLUE、YELLOWの場合は、クルーンステップが赤・青・黄で開始前にライン上に1、2個並んでいた場合は配当が変更される。
ラインが0の場合は、6つのポケットを順番に説明すると「JPチャンス」「40枚」「40枚」「ベットゲームチャンス」「40枚」「40枚」、1の場合は「JPチャンス」「JPスター」「40枚」「ベットゲームチャンス」「40枚」「JPスター」、2の場合は「JPチャンス」「JPスター」「JPスター」「ベットゲームチャンス」「JPスター」「JPスター」となる。
GOLDENの場合はゴールドボールを1個落とすだけでゴールデンJACKPOT用のクルーンチャンスに突入する。この場合クルーンチャンスが鬼畜になり、「JPチャンス」「はずれ」「はずれ」「ベットゲームチャンス」「はずれ」「はずれ」となる。はずれは何の報酬もない。
ベットゲームチャンスが当選すると、メダル20 - 80枚の付与かベットゲームのどちらかに突入する。ベットゲームに突入した場合は別背景にいるワリオとともに「ベットゲーム」を行う。クルーンで抽選が始まるため、その前にチェッカーに最大99枚までメダルを反応させてベットし、クルーンでステーションから払い出されるメダルがベットの倍率で決定する。倍率は1、2、5、10倍が存在する。

## ジャックポットチャレンジ
スロットでジャックポットを出すかクルーンチャンスでジャックポットチャレンジ要件を満たせばジャックポットチャレンジとなる。ボールを1球投じ、入った場所の配当が貰える。演出はゲーム説明が流れる部分を除きほとんど省略できない。
今作ではJACKPOTチャレンジの演出がすべて変更された。前作は『マリオパーティ8』のスターカーニバル本会場が抽選場所になっていたが、今作でRED、BLUE、YELLOW、GOLDENで『マリオパーティ8』の素材で作られたそれぞれ異なるステージに飛ぶように変更された。
ジャックポット（レッド・ブルー・イエロー・ゴールデン）（確率1/20）
落としたボールの色によって表示された枚数分払い出し。さらに必ずキャッチャーチャンス1回分も獲得できる（これはGOLDENジャックポットのダブルアップ成功時である「PERFECTジャックポット」や、3色JPのダブルアップ成功時の「RAINBOWジャックポット」でも同様）。
これら6種類のJPは通常の払い出しとは異なり、通常時は移動している大画面が当選サテライトに停滞、大画面後部に収納されている大型の払い出し口が降りてきて、そこから大量メダルがフィールドに払い出される。センター払い出しで使うステーションのホッパーは最大2台であるが、片方のホッパーが切れることが多く、その場合は1台から払い出される。
EX（確率1/20）
EXの払い出し。
200（確率4/20）
メダル200枚払い出し。
フィーバーゲーム（確率4/20）
フィーバーゲームに突入。
クッパポケット（確率10/20）
クッパが200メダル、100メダル、50メダル、キャッチャーチャンス+50枚のいずれかをルーレットで決める。
また、今作ではゴールドボールを1個落とした際に発動する前述のクルーンチャンスに当選することで、新たにゴールデンJACKPOTにも突入できる。ゴールデンJACKPOTはRED、BLUE、YELLOWジャックポットの枚数をすべて足した枚数になるため、さらにジャックポットを獲得する際のギャンブル性が増加した。ゴールデンJACKPOTを獲得すると3つのJPのプログレッシブ値はすべて初期化される。
また、ジャックポット獲得後にはダブルアップにも挑戦でき、大量メダル倍増のチャンスが狙える。ただし2分の1であり、再抽選時に失敗してクッパポケットに入った場合は配当は0枚になり没収される。これはゴールデンJP獲得後にも可能。
ジャックポット当選時の演出も、前作からさらに変更がかかっている。ダブルアップ前にセンター画面が一度当選したステーション側に移動し、ダブルアップに参加する場合は、そのままクッパがセンター画面に登場する演出が流れる。ダブルアップにも当選した場合のクッパがやられる演出も変更されている。JACKPOTの払い出し中は主に音楽の演出が豪華なものに変更され、JP払い出し中は非常に大音量でBGMがなるようになった。映像演出も、一部のJACKPOT獲得時にエレクトリカルパレード風の演出が流れるように変更された。この演出は『くるくる！カーニバル』にも搭載されているが、BGMは今作新規のものに変更された。

## 備考
- マリオ（ルイージ、ワリオ、ワルイージ）は前作同様に、どの場面でもチャールズ・マーティネーによる台詞が出てこない[注釈 7]。ただしゲッソー、デイジー、カロン、キノピオ、ピーチ姫、クッパ、テレサ、ヨッシーはJP演出中にしゃべる場面が存在する。
- 版権表記は任天堂・（当時はすでに倒産していたが）ハドソン・カプコンすべてが表記されており、年代は2007年、2009年、そして2013年となっている。つまり、事実上コナミデジタルエンタテインメントがハドソンの版権の許可を出したことになるが、コナミの社名表記は入っていない。
- 事実上、2022年時点で修理サポートが続いているカプコン製アーケード作品の数少ない一つである。修理サポートは2020年以降にカプコン以外の別会社に移行している。2022年現在で現行でゲームセンターで稼働しているカプコン製のメダルゲーム機は『モンスターハンター メダルハンティング（コンパクト版含む）』、『くるくる！カーニバル』、『ふしぎのチャレンジワールド』と本作程度である。
- プレイヤーごとにデータセーブを行う機能は本作に存在しないため、デモ画面からプレイを再開すると必ず遊び方説明（ボタンスキップ可能）が出てくる。
- メダルの投入口が、仕組み上かなり詰まりやすいため連続投入のやりすぎは筐体を痛める可能性がある。しかし、ゲーム性の都合上ストックを3倍にし続ける必要があるため、このメダルゲームでは連続投入が攻略の最重要箇所となっている。メダル投入口の詰まりやすさは『ふしぎのチャレンジワールド』でも同様。
- ジャックポット中の音量が大きいため、通常時のセンター側から流れるBGMが極端に音量が小さくなる傾向にある。
- マスメダルプッシャーとしては、筐体サイズ、価格とともに2023年時点でも『グランドクロス』、『ガリレオファクトリー』に次ぐ3番目の大きさである。ただし、大型マスメダルプッシャー筐体でジャックポットのホッパー供給を本当の意味で全ステーションから行うことが可能な筐体は『海物語ラッキーマリンシアター』、『ガリレオファクトリー』、『フォーチュントリニティ』、『ポケモンメダルワールド』などである。この作品では2ステーションからJPの払い出しを供給し、片方のステーションが一度でもメダル切れになると1ステーションからしか供給できなくなる。